# Бален (Лиеж)
Вижте пояснителната страница за други значения на Бален.
Бален (на френски: Baelen) е селище в Югоизточна Белгия, окръг Вервие на провинция Лиеж. Населението му е около 4100 души (2006).